# Вулиця Сигнівка
Вулиця Сигнівка — вулиця у Залізничному районі міста Львова, в місцевості Сигнівка. Сполучає вулиці Виговського та Ряшівську, а також утворює перехрестя з вулицями Петра Полтави, Дальньою, Дубнівською, Дрогобицькою та Кричевського. Прилучаються вулиці: Самійла Величка, Дозвільна, Бакинська, Лютнева, Корсунська та Підгаєцька.

## Історія та назва
Вулиця утворилася в межах колишнього підміського села Сигнівка, де було фактично центральною вулицею. У 1931 році село Сигнівка приєднане до Львова і ще до 1935 року новоутворена вулиця отримала свою назву — вулиця Сигнівка, на згадку про колишнє село. Під час німецької окупації міста, а саме від 1943 року, мала назву Зиґнювер-Кверґассе. У липні 1944 року вулиці повернено передвоєнну назву — вулиця Сигнівка.

## Забудова
Забудова вулиці — одно- і двоповерховий польський конструктивізм 1930-х років, одноповерхова садибна забудова нового часу, а також чотири- і п'ятиповерхова радянського часу та сучасна забудова 2010-х років.
№ 10 — за радянських часів цю адресу мав магазин-павільйон «Стимул», що спеціалізувався на прийомі вторинної сировини (макулатури, картону, битого скла тощо). Наприклад, здану певну кількість макулатуру, можна було отримати, на той час, дефіцитну літературу світових класиків. Ще до 2009 року він працював, а потім наступних років десять стояв пусткою. У 2019—2020 роках на місці магазину-павільйону ТзОВ «Галицькі вітражі» збудований чотириповерховий багатоквартирний житловий будинок з вбудованим паркінгом.
№ 46а, 52а — двоповерхові житлові будинки барачного типу, збудовані у 1950-х роках для працівників Львівської залізниці, передані у власність територіальної громади міста Львова 26 вересня 2002 року.